# Juan Iturbe
Juan Manuel Iturbe Arévalos (* 4. Juni 1993 in Buenos Aires) ist ein argentinischer Fußballspieler paraguayischer Herkunft. Als Mittelfeldspieler und Stürmer gleichermaßen einsetzbar steht er bei Aris Saloniki in Griechenland unter Vertrag. 

## Karriere

### Verein
Juan Manuel Iturbe kam in der argentinischen Hauptstadt Buenos Aires zur Welt, seine Eltern Juan del Carmen Iturbe und Miriam Mabel Arévalos sind jedoch Paraguayer, so dass der Sohn beide Staatsbürgerschaften besitzt. Iturbe trat für Jugendauswahl-Mannschaften beider Länder an, erklärte jedoch vor kurzem, dass das Kapitel Paraguay für ihn beendet sei.
In der Jugend spielte Iturbe beim Club Universal Encarnación und ein Jahr beim Club Sportivo Trinidense, bevor er 2007 zum Club Cerro Porteño wechselte. Dort bekam er am 28. Juni 2009 beim Spiel gegen den Lokalrivalen aus der Hauptstadt Asunción Club Libertad als gerade 16-Jähriger seinen ersten Erstligaeinsatz. 
Erst 17 Jahre alt, hatte er im Sommer bei Cerro Porteño noch keinen Profivertrag. Er unterschrieb deshalb eine Vereinbarung beim Verein Quilmes AC in der Provinz Buenos Aires, die ihm erlaubte, dort zu trainieren und sich im Januar für die darauffolgende Saison an den FC Porto zu binden. Nach der Einigung auf den Wechsel zu Porto kehrte er im Februar zu Cerro Porteño zurück, wo er bis zu seinem 18. Geburtstag im Juni 2011 blieb. Bei seinem ersten Spiel in der Copa Libertadores erzielte „Wonderkind“ Iturbe kurz danach beim 5:2 gegen den chilenischen Vertreter CSD Colo-Colo zwei Treffer.
Am 16. Juli 2014 wechselte Iturbe, der erst 16 Tage zuvor am ersten des Monats von Porto zu Hellas Verona – nach vorausgegangener Leihe – für 15 Millionen Euro gewechselt war, für rund 22 Millionen Euro zur AS Rom. 
Vom 1. Januar 2016 bis zum Sommer 2016 war er an den AFC Bournemouth ausgeliehen. Nach fünf Einsätzen in der Hinrunde der Saison 2016/17 für die Roma wurde er im Januar 2017 erneut verliehen. Dieses Mal innerhalb Italiens zum FC Turin.
Im August 2017 wechselte Iturbe leihweise bis Sommer 2018 in die mexikanische Liga zum Club Tijuana.
Anschließend wurde er von den UNAM Pumas verpflichtet und 2020 kurzzeitig an CF Pachuca verliehen. Seit dem Sommer 2021 steht Iturbe nun beim griechischen Erstligisten Aris Saloniki unter Vertrag.

### Nationalmannschaft
Iturbe begann seine Nationalmannschaftskarriere in Paraguay. Dabei durchlief er die U-17- und die U-20-Nationalmannschaft. Im Alter von nur 16 Jahren bestritt er ein A-Länderspiel für Paraguay gegen Chile am 4. November 2009 anlässlich einer Stadioneinweihung in Concepción. Da es sich hierbei um kein offizielles Spiel handelte, konnte Iturbe noch für Argentinien nominiert werden. Bei der U-20-Fußball-Südamerikameisterschaft 2011 spielte Iturbe für die argentinische U-20 und schoss dabei drei Tore. Auch bei der folgenden U-20-Weltmeisterschaft absolvierte er fünf Partien für diese Auswahl. Von 2016 bis 2019 bestritt er dann erneut elf A-Länderspiele für Paraguay.

## Erfolge
- Paraguayischer Meister: Apertura 2009
- Portugiesischer Meister: 2012, 2013